# 1,5-Difluoropentano
1,5-Difluoropentano ou fluoreto de 5-fluoroamila é o composto orgânico de fórmula C5H10F2, SMILES C(CCF)CCF e massa molecular 108,129706. Apresenta densidade 0,9±0,1 g/cm3, ponto de ebulição 109,3±8,0 °C a 760 mmHg e ponto de fulgor 12,1±6,3 °C.